# فرودگاه کپوسکیسینگ
فرودگاه کپوسکیسینگ (به انگلیسی: Kapuskasing Airport) یک فرودگاه همگانی باربری با کد یاتا YYU است که یک باند فرود آسفالت دارد و طول باند آن ۱۰۹۴ متر است. این فرودگاه در کشور کانادا قرار دارد و در ارتفاع ۲۲۷ متری از سطح دریا واقع شده است.

## شرکت‌های هواپیمایی و مقصدهای پروازی
| شرکت‌های هواپیمایی | مقصدهای پروازی                                                          |
| ----------------- | ----------------------------------------------------------------------- |
| بیرسکین ایرلاینز  | نورث بی/جک گارلند، سولت ماریه، سودبری، تاندر بی، تیمینس/ویکتور ام. پاور |